# Cespedosa de Tormes
Cespedosa de Tormes es un municipio y localidad española de la provincia de Salamanca, en la comunidad autónoma de Castilla y León. Se integra dentro de la comarca de Guijuelo y la subcomarca del Alto Tormes. Pertenece al partido judicial de Béjar.
Su término municipal está formado por un solo núcleo de población y cuenta con una población de 496 habitantes (INE 2024).

## Geografía
El término municipal está rodeado por el río Tormes por el lado sur y oeste, siendo muy conocida esta zona para la práctica de la pesca deportiva. Limita al norte con La Tala, al este con Narrillos del Álamo (provincia de Ávila), al sur con Santibáñez de Béjar y Guijo de Ávila, y al oeste con Guijuelo y Aldeavieja de Tormes.
La única vía de comunicación es la Carretera SA-104 que proviene de Guijuelo y se dirige hacia Piedrahíta.

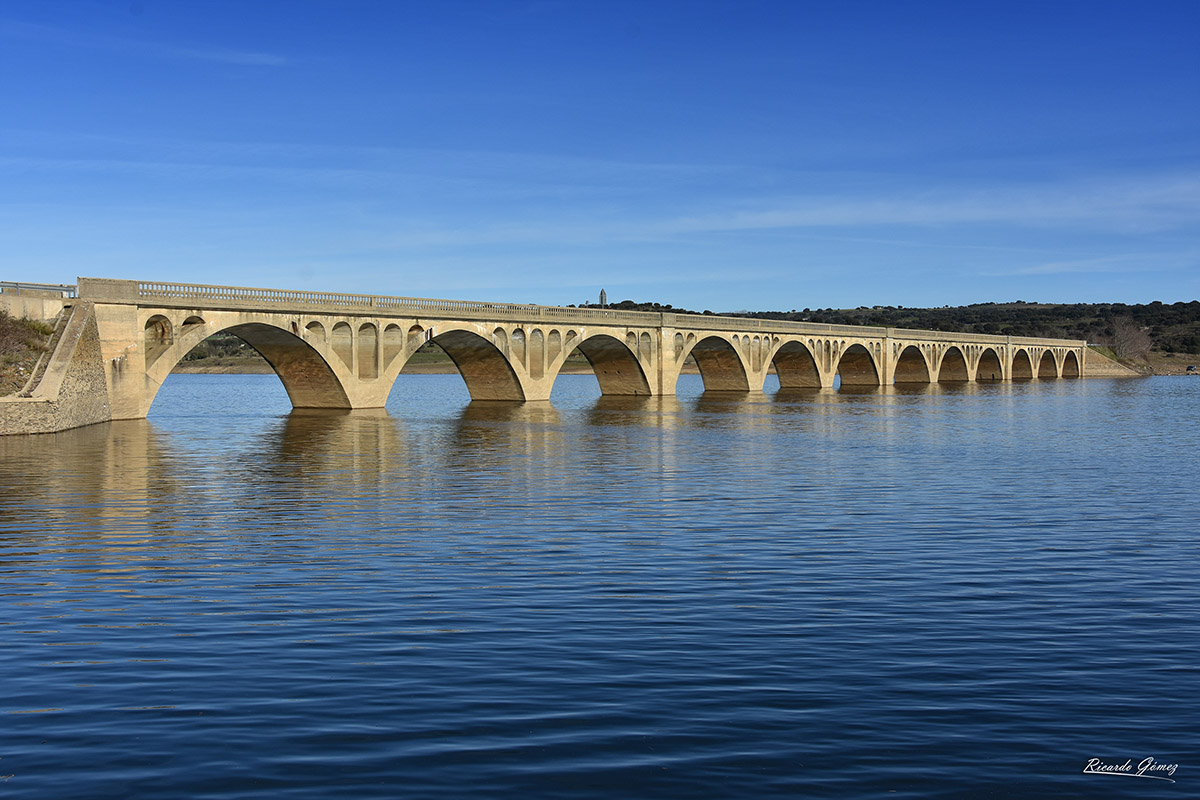
Puente hacia Guijuelo

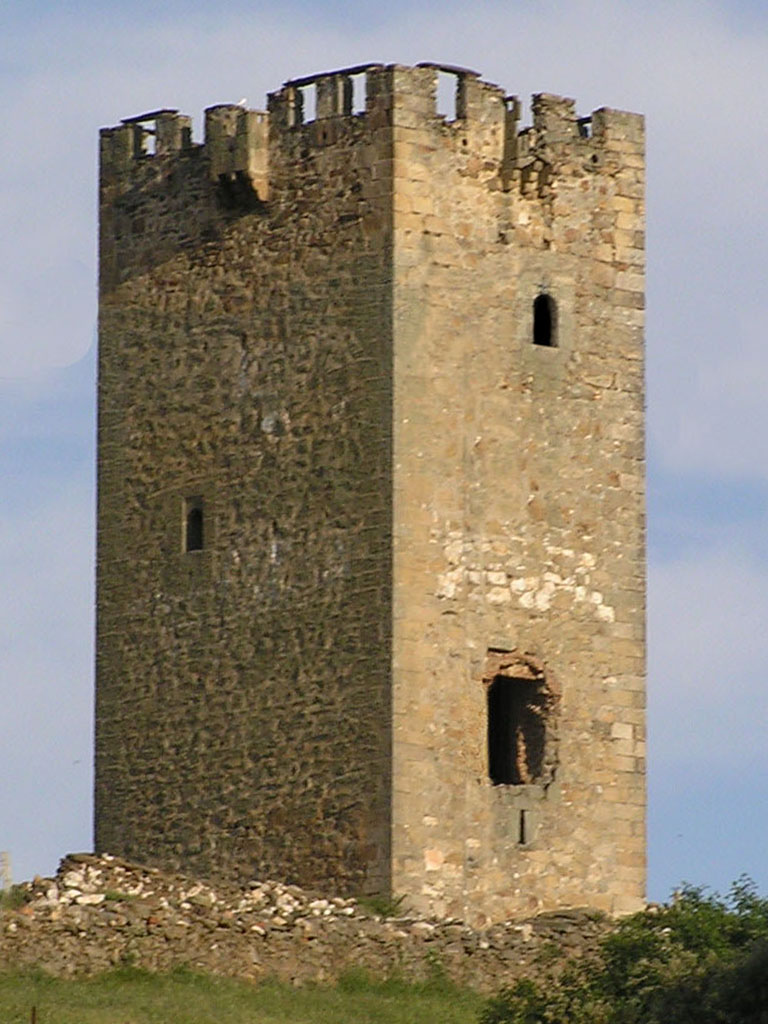
Torreón

El municipio tiene una superficie de 46,29 km². La localidad está situada a una altitud de 1032 m s. n. m.
| Noroeste: Aldeavieja de Tormes | Norte: Salvatierra de Tormes | Noreste: La Tala                  |
| Oeste: Guijuelo                |                              | Este: Narrillos del Álamo (Ávila) |
| Suroeste: Guijo de Ávila       | Sur: Santibáñez de Béjar     | Sureste: Puente del Congosto      |

## Historia
En La Torrecilla aparecen restos de un asentamiento rural. En sus inmediaciones y seguramente relacinado con él: varios hornos cerámicos de planta cuadrangular y una necrópolis de inhumación con ajuar. Materiales TSC D y TSHT, Cronología bajoimperial
Cespedosa De Tormes después de la reconquista, perteneció al concejo de Ávila, debiendo ser repoblada alrededor del año 1100 por Don Raimundo de Borgoña, yerno del rey Alfonso VI de León. En la época de su repoblación, debió tener murallas siendo éstas anteriores al castillo. Tuvo pleitos por límites de tierras con el vecino concejo de Salvatierra que duraron hasta bien entrado el siglo XV.
El Señorío de la Villa de Cespedosa de Tormes fue donado por Enrique III, "el Doliente", en el año 1393 a Gil González Dávila. El nombre de la Villa no siempre fue el de Cespedosa de Tormes, sino que según unos documentos antiguos y el diccionario del siglo XIX se llamaba Cepedosa, nombre que viene de Cepa que se empleó como sinónimo del Brezo que abundaba por allí.
Hasta 1833 perteneció a la provincia de Ávila, de la que dependía en lo administrativo, en lo civil y en lo eclesiástico, integrándose en dicho año en la provincia de Salamanca y la Región Leonesa, aunque mantuvo su dependencia eclesiástica abulense hasta 1959.

## Demografía
Cuenta con una población de 496 habitantes (INE 2024).
| Gráfica de evolución demográfica de Cespedosa entre 1842 y 2021                                                       |
| |
| Población de derecho según los censos de población del INE. Población de hecho según los censos de población del INE. |

Según el Instituto Nacional de Estadística, Cespedosa de Tormes tenía, a 1 de enero de 2019, una población total de 495 habitantes, de los cuales 267 eran hombres y 228 mujeres. Respecto al año 2000, el censo refleja 650 habitantes, de los cuales 339 eran hombres y 311 mujeres. Por lo tanto, la pérdida de población en el municipio para el periodo 2000-2019 ha sido de 155 habitantes, un 24 % de descenso.

## Economía
La principal fuente de ingresos es la agricultura y ganadería, destacando el ganado ovino y porcino. Dada su proximidad a Guijuelo destaca la industria chacinera, apareciendo nuevas fábricas dedicadas a la elaboración de embutidos y jamón.

## Comunicaciones
El municipio está bien comunicado por carretera, siendo atravesado por la SA-104 que une con Guijuelo en el enlace con la N-630 a través del puente nuevo sobre el embalse de Santa Teresa hacia el oeste y con Gallegos de Solmirón y Madrid hacia el este. Desde Guijuelo es posible además acceder a la autovía Ruta de la Plata que une Gijón con Sevilla y permite unas comunicaciones más rápidas del municipio con el resto del país.
En cuanto al transporte público se refiere, tras el cierre de la ruta ferroviaria de la Vía de la Plata, que pasaba por el municipio de Guijuelo y contaba con estación en el mismo, no existen servicios de tren en el municipio ni en los vecinos, ni tampoco línea regular con servicio de autobús, siendo la estación más cercana la de Guijuelo. Por otro lado el aeropuerto de Salamanca es el más cercano, estando a unos 59 km de distancia. Existe también un aeródromo en el vecino municipio de Bercimuelle.

## Símbolos

### Escudo
El escudo heráldico que representa al municipio fue aprobado el 29 de abril de 2013 con el siguiente blasón: 

«Escudo medio partido y cortado. Primero, de oro, seis roeles de azur puestos en palo, dos, dos, dos. Segundo, de gules, una torre de oro, almenada de cinco almenas, mamposteada de sable y abierta de azur. Tercero, de sinople, encina de plata acompañada a diestra y siniestra de cántaro y palos de danzante ambos de oro; en campaña faja ondada de plata y azur. Al timbre, corona Real de España»
Boletín Oficial de Castilla y León n.º 100 de 28 de mayo de 2013

### Bandera
«Bandera Castellana de porción 1:1. Dos franjas horizontales de azul (azur) y verde (sinople). En Abismo el escudo municipal en sus colores y metales»

## Administración y política
| Partido político                         | 2019  | 2019  | 2019       | 2015  | 2015  | 2015       | 2011  | 2011  | 2011       | 2007  | 2007  | 2007       | 2003  | 2003  | 2003       |
| Partido político                         | %     | Votos | Concejales | %     | Votos | Concejales | %     | Votos | Concejales | %     | Votos | Concejales | %     | Votos | Concejales |
| Partido Popular (PP)                     | 70,90 | 212   | 6          | 30,95 | 104   | 2          | 25,56 | 91    | 2          | 25,58 | 111   | 2          | 61,03 | 238   | 4          |
| Partido Socialista Obrero Español (PSOE) | 22,74 | 68    | 1          | 67,86 | 228   | 5          | 73,60 | 262   | 5          | 73,96 | 321   | 5          | 37,44 | 146   | 3          |

## Patrimonio
Su iglesia fue construida en el siglo XV en mampostería y granito. Es de destacar su retablo central representando la pasión del Señor; estatuas y pinturas, siendo de especial mención la de San Sebastián, por haber existido una capilla dedicada a dicho santo. Sus altares laterales, influenciados por varios estilos en la decadencia del gótico; su Cristo articulado sito frente a la entrada del templo y el Cristo de la Columna, bajo la escalera de acceso al campanario y al coro, este último es de destacar pues su construcción es en madera labrada y policromada. La torre del campanario alberga cuatro campanas, una de ellas conectada al reloj, cuya maquinaria también está en lo alto de la torre. 
Es característico el torreón de vigilancia, edificado con mampostería y sillares en los ángulos. Fue construido en el siglo XV por los Dávila, señores de esta villa, quienes también se encargaron de construir el castillo de la vecina localidad de Puente del Congosto.
Se han hallado restos de un asentamiento romano y de un dolmen funerario, así como de unos hornos, precedentes de la alfarería de Cespedosa de Tormes.

## Cultura
Dentro del folclore, la música es interpretada por dulzaina y la tradición más respetada es la danza de Palos, con la que se rinde homenaje a la Virgen del Carrascal, patrona del pueblo, durante las fiestas patronales.